# 哈伯艾爾 (紐約州)
哈伯艾爾（英語：Harbor Isle）是位於美國紐約州拿騷縣的普查規定居民點。

## 人口
根據2020年美國人口普查的數據，哈伯艾爾的面積為0.59平方千米，當中陸地面積為0.45平方千米，而水域面積為0.14平方千米。當地共有人口1436人，而人口密度為每平方千米2,433.9人。